# 大籽鱼黄草
大籽鱼黄草（学名：Merremia sibirica var. macrosperma）是旋花科鱼黄草属北鱼黄草的变种。分布于中国大陆的四川、云南等地，生长于海拔2,000米至2,800米的地区，常生于林下。